# Morgenstond (radioprogramma)
Morgenstond is een radioprogramma dat elke werkdag 's ochtends werd uitgezonden op de Nederlandse zender RadioNL. Het programma werd gepresenteerd door Marcel de Vries en notaris Mulder. Vanaf mei 2016 was de presentatie in handen van Kevin Smit en notaris Mulder. In 2009 won het programma de Gouden RadioRing.

## Programmaonderdelen
Het programma telde acht onderdelen:
- Pim Pam Plaat
- SMS Bingo
- De Hollandse Nieuwe
- Bellen met luisteraar/sterren
- Nieuws
- Weer
- Verkeersinformatie
- Verjaardagkalender